# Xenosaurus rectocollaris

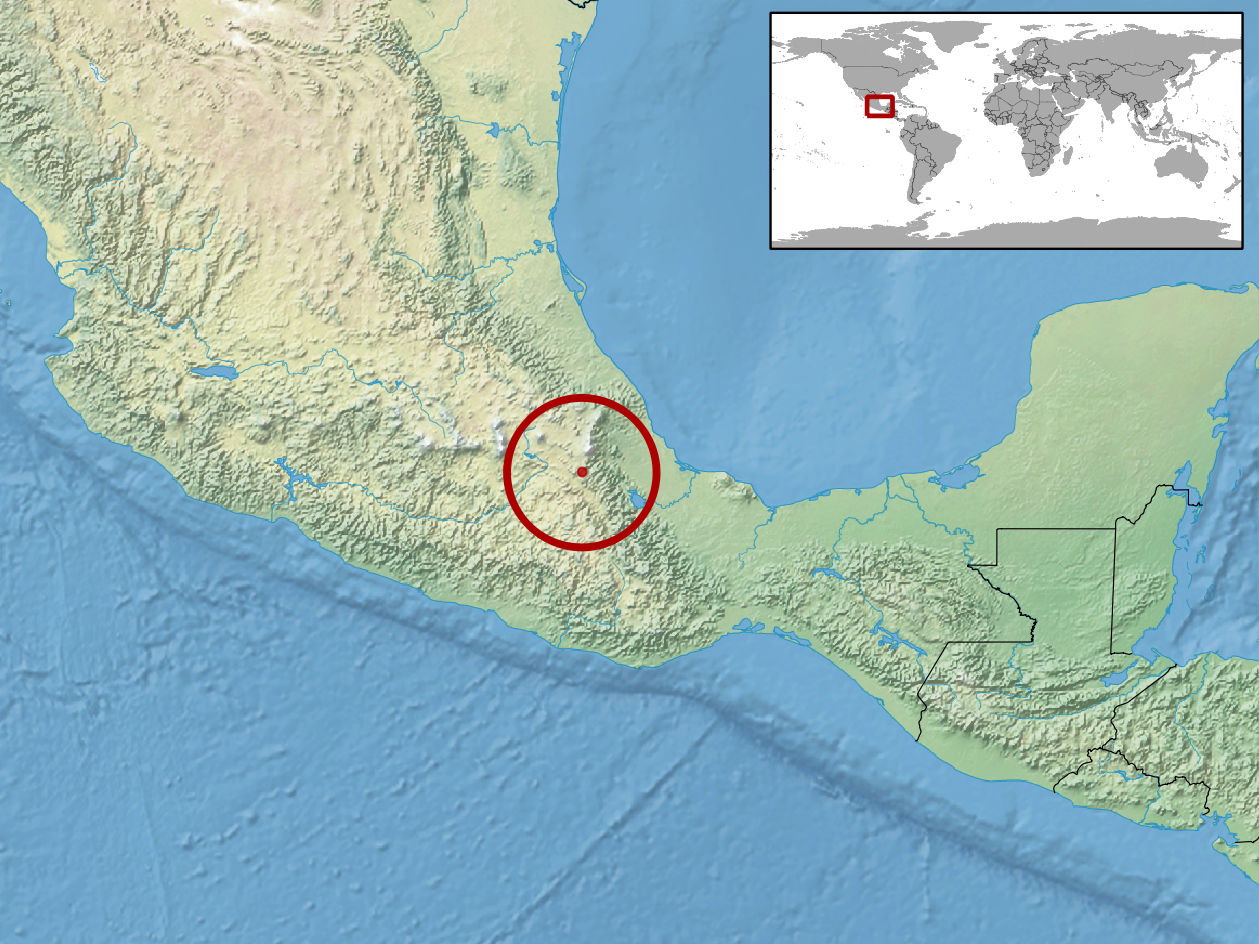
Distribución de Xenosaurus rectocollaris.

El chinito (Xenosaurus rectocollaris) es una especie de reptil perteneciente a la familia Xenosauridae.

## Clasificación y descripción
Esta es la especie más pequeña del género, con una longitud de hocico a cloaca máxima de 108 mm y un promedio de longitud total de 169,4±8,8 mm. Esta especie se distingue por la forma y orientación del collar dorsal de la nuca siendo recto a través de la parte media del cuello en lugar de tener forma de “V” o “W” como en las otras especies del género. El color del fondo es blanquizco entre las bandas oscuras del dorso, el vientre y los lados son inmaculados. Hay un par de manchas cuadrangulares oscuras a cada lado de la raya clara vertebral inmediatamente detrás de la cabeza y anteriores al collar de la nuca. El iris es naranja amarillento. La postrostral es bulbosa, grande y más ancha que larga. El número máximo de hileras transversales de escamas ventrales es 25-29. Los tubérculos en las hileras paravertebrales son alargados, planos y ligeramente más grandes que los tubérculos laterales, y están separados en las partes anterior y posterior de ellos por una o dos hileras de gránulos.

## Distribución
Se conoce únicamente para el sureste de Puebla en la región del desierto de Tehuacán-Cuicatlán.

## Hábitat
Se ha encontrado una población abundante de esta especie en las colinas semiáridas de Zapotitlán Salinas, Puebla, en donde la vegetación común es una mezcla de matorral xerófilo, chaparral, palmas (Brahea dulcis, B. nitida); yucas (Yucca periculosa, Y. oaxaquensis); agaves (Agave stricta, A. kerchovei, A. potatorum, Dasylirion acrotiche); cactus (Mitrocereus fulviceps, Echinocactus platyacanthus), y euforbiáceas (Cnidosculus tehuacanensis). Se analizaron los contenidos de 65 estómagos de la población de Zapotitlán Salinas y se encontró que los coleópteros fueron el tipo de presa más importante numéricamente. En segundo lugar, están las larvas de lepidópteros. Únicamente un estómago contenía restos de vegetación y en ningún estómago se registró la presencia de vertebrados.